# Turcão (futebolista)
Luiz Paes Leme, mais conhecido como Turcão (Santos, 24 de janeiro de 1945) é um ex-futebolista brasileiro, que atuava como lateral-esquerdo.
É irmão do também ex-futebolista Junios Paes Leme, conhecido como Juninho.

## Carreira
Formado nas categorias de base do Santos FC, Turcão teve sua primeira chance na equipe principal em 6 de junho de 1964, na vitória por 3x0 em amistoso contra a Portuguesa Santista no Estádio Ulrico Mursa.
Com a grande concorrência de Dalmo e Geraldino, deixou o time por empréstimo para jogar no São Cristóvão em 1965, para a disputa da divisão de acesso do Rio de Janeiro, do qual foram campeões.
Um ano depois, voltou à Vila e por anos e anos alternou a sua condição de reserva e titular do time do Santos revezando-se com Rildo e Zé Carlos "Cabeleira".
Em 1970, foi a temporada em que mais atuou com a camisa santista tendo, ao todo, 54 partidas disputadas.
Em 1973, foi Campeão Paulista pelo Peixe.
Pendurou a chuteiras em 1975, com apenas 30 anos. Seu último jogo foi em 25 de junho, empate sem gols contra o XV de Piracicaba, na Vila Belmiro, pelo Campeonato Paulista. Foram 12 anos atuando pela equipe principal do Santos, 252 jogos disputados e 3 gols.
Após a aposentadoria dos campos, foi analista de sistemas da Phillips do Brasil, empresa na qual trabalhou por 29 anos.